# Brusselsepoort (stadspoort in Maastricht)
De Brusselsepoort, ook wel Nieuwe Tweebergenpoort genoemd, was een stadspoort in de Nederlandse stad Maastricht. De poort was onderdeel van de tweede middeleeuwse stadsomsluiting en was gelegen aan het einde van de Brusselsestraat, waar ze de belangrijkste toegang vormde tot de stad vanuit westelijke richting (Hasselt, Antwerpen, Brussel). De oorspronkelijke poort dateerde uit de late 13e eeuw, maar werd in de loop der eeuwen diverse malen vernieuwd. Vanaf de 17e eeuw raakte de poort aan de veldzijde deels aan het oog onttrokken door de uitbreiding van de buitenwerken. De poort werd in 1868 gesloopt.

## Bouw tweede middeleeuwse stadsmuur en Brusselsepoort
Nadat de eerste middeleeuwse stadsmuur uit het tweede kwart van de dertiende eeuw al na enkele decennia te krap bleek, besloot men vanaf circa 1294 de langs de uitvalswegen ontstane voorsteden binnen een nieuw te bouwen enceinte (stadsomsluiting) te brengen. De nieuwe omsluiting werd in 1380 in gebruik genomen, hoewel er nog tot circa 1500 aan gebouwd werd. De tweede stadsmuur op de linker Maasoever had een lengte van 4,4 km, inclusief ca. 900 m van de eerste muur, voornamelijk langs de Maas. De hoogte varieerde van 6 tot 9 m. Er kwamen vijf nieuwe land- of veldpoorten en twee waterpoorten. Daarnaast bleven de bestaande Maaspoorten in functie, en tot aan het einde van de 15e eeuw ook de Helpoort.
Tot 1380 was de (oude) Tweebergenpoort, die ook wel (oude) Brusselsepoort werd genoemd, de belangrijkste westelijke toegang. Tussen 1298 en 1300 verrees aan het einde van de Brusselsestraat de nieuwe Brusselsepoort. De oorspronkelijke poort was een rechthoekig bouwwerk geflankeerd door twee ronde torens met hoge spitsen. Het metselwerk bestond uit onregelmatige blokken steen, waarschijnlijk Naamse steen. De poortdoorgang was spitsboogvormig.

## Uitbouw van de vesting en inkapseling Brusselsepoort
Door de veranderde oorlogsvoering en de als gevolg daarvan gestaag uitdijende buitenwerken, raakten de stadspoorten vanaf eind 15e eeuw steeds meer ingekapseld. De Brusselsepoort was al in de jaren 1470-'80 uitgebreid met een barbacane , twee aan de veldzijde van de gracht geplaatste torens, waarvan de noordelijke een buitengewone omvang had. In 1544 werd deze barbacane gemoderniseerd. In 1686 werd aan de veldzijde het Brusselsebastion aangelegd, waardoor de toegang tot de buitenpoort verlegd moest worden naar de zuidzijde van het bastion. Hierdoor werd de poortdoorgang meer dan 50 m lang, bochtig, donker en daardoor gevaarlijk voor het verkeer. Toch was dit de drukste stadspoort van Maastricht, reden waarom de poort later dan andere poorten gesloten werd. Op de maquette van Maastricht uit het midden van de 18e eeuw is de inkapseling van de Brusselsepoort goed te zien.

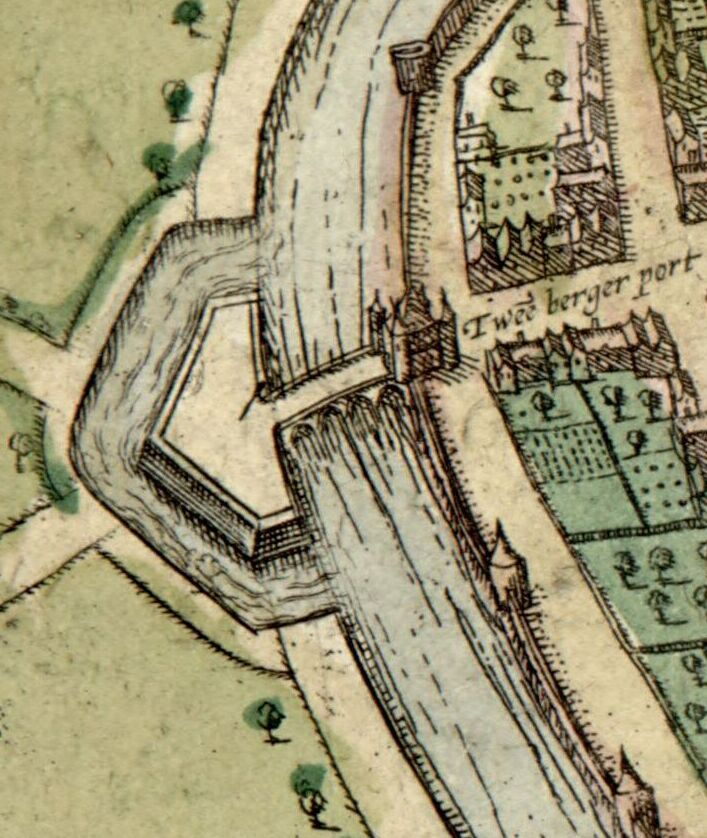
"Twee berger port" op een plattegrond van Braun & Hogenberg (1575/1612)
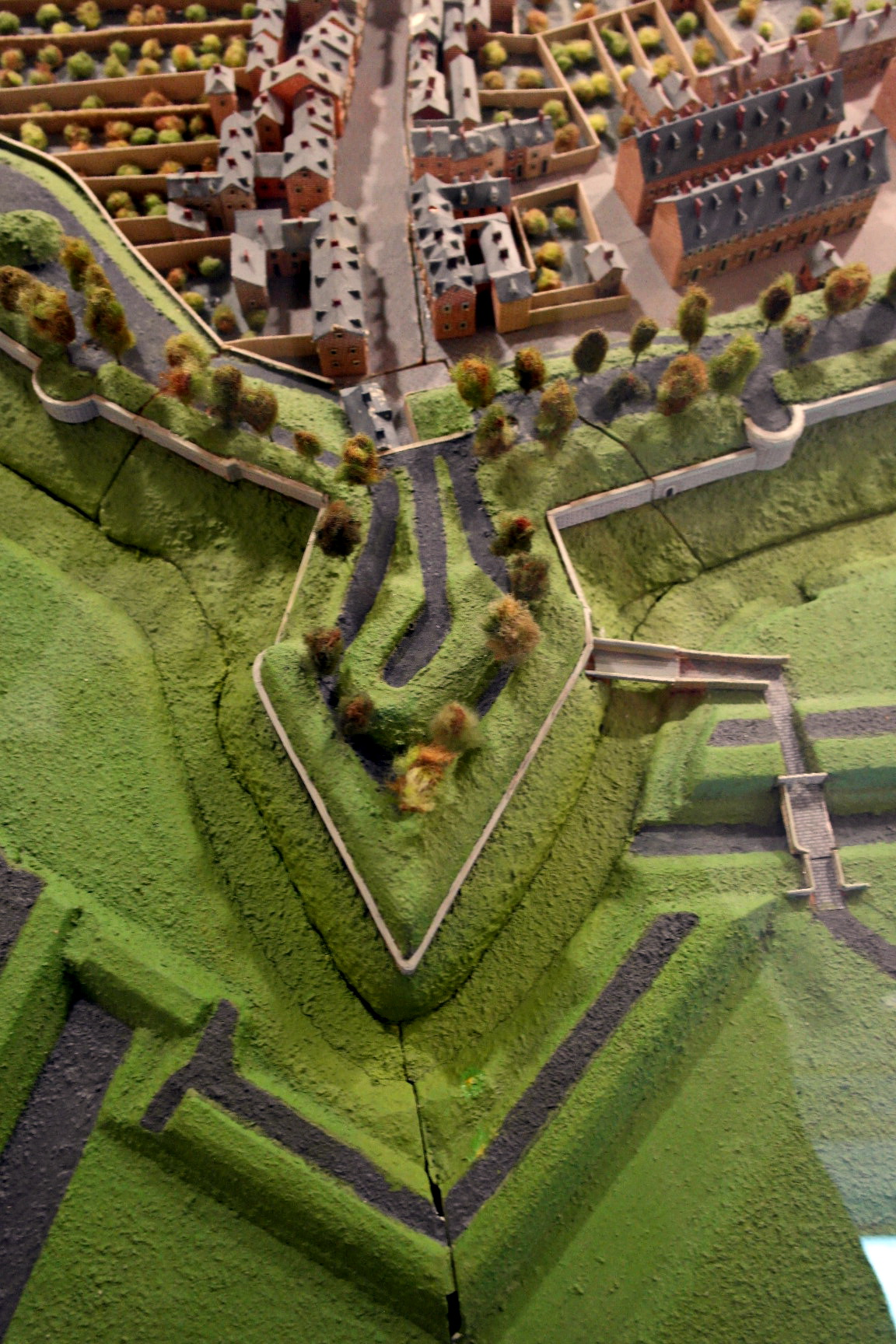
Omgeving Brusselsepoort (kopie 18e-eeuwse maquette van Maastricht)
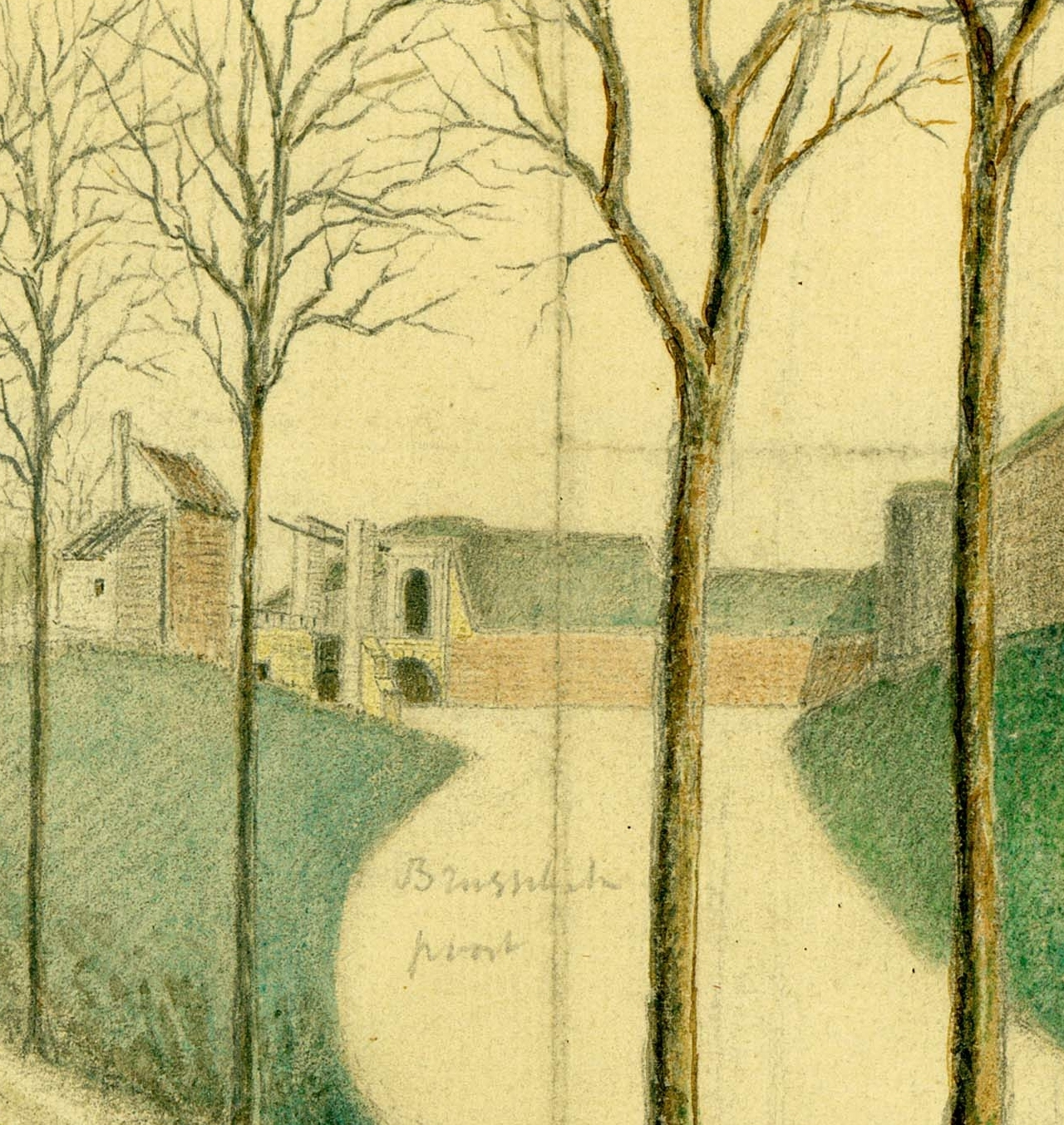
Brusselsebastion, buitenpoort, ophaalbrug en buitenwachthuis (Jan Brabant, ca. 1860?)
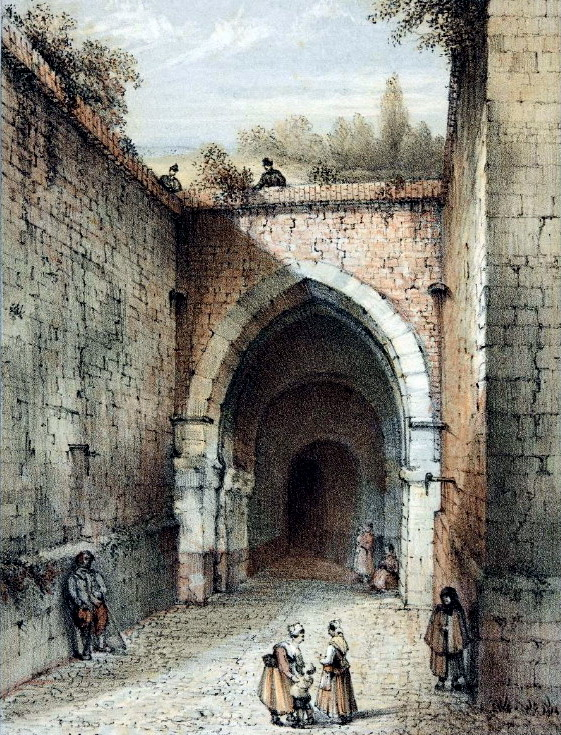
Binnenpoort stadszijde Brusselsepoort (Alexander Schaepkens, ca. 1860)

## Ontmanteling vesting en sloop Brusselsepoort
Op 29 mei 1867 ondertekende koning Willem III der Nederlanden, na lang aandringen van de gemeente Maastricht, het besluit tot opheffing van de vestingstatus van Maastricht, Venlo, Bergen op Zoom, Vlissingen en enkele andere vestingen. In de jaren daarna werd de vesting Maastricht in opdracht van het Ministerie van Oorlog ontmanteld, waarna de gronden werden overgedragen aan de Dienst der Registratie en Domeinen voor verdere sloop en herbestemming. De stadspoorten van Maastricht, die onder de zeggenschap van het gemeentebestuur vielen, werden tussen 1867 en 1870 als eerste afgebroken; de Brusselsepoort in het najaar van 1868. Het terrein van de Brusselsepoort en het Brusselsebastion werd daarna benut voor het verbreden van de Brusselsestraat, de aanleg van het Koningin Emmaplein en woningbouw.
Tegen de afbraak van de eeuwenoude stadspoorten rees nauwelijks protest. Na de geruisloze afbraak van de Tongersepoort eind 1867, werd door toedoen van de kunstenaar en oudheidkundige Alexander Schaepkens en de jonge Victor de Stuers bij de sloopbestekken van de andere poorten bepaald dat foto's en tekening gemaakt moesten worden. De tekenaar Johannes Brabant maakte in opdracht van het Geschied- en Oudheidkundig Genootschap schetsen en de fotograaf Theodor Weijnen foto's van de te slopen vestingwerken.

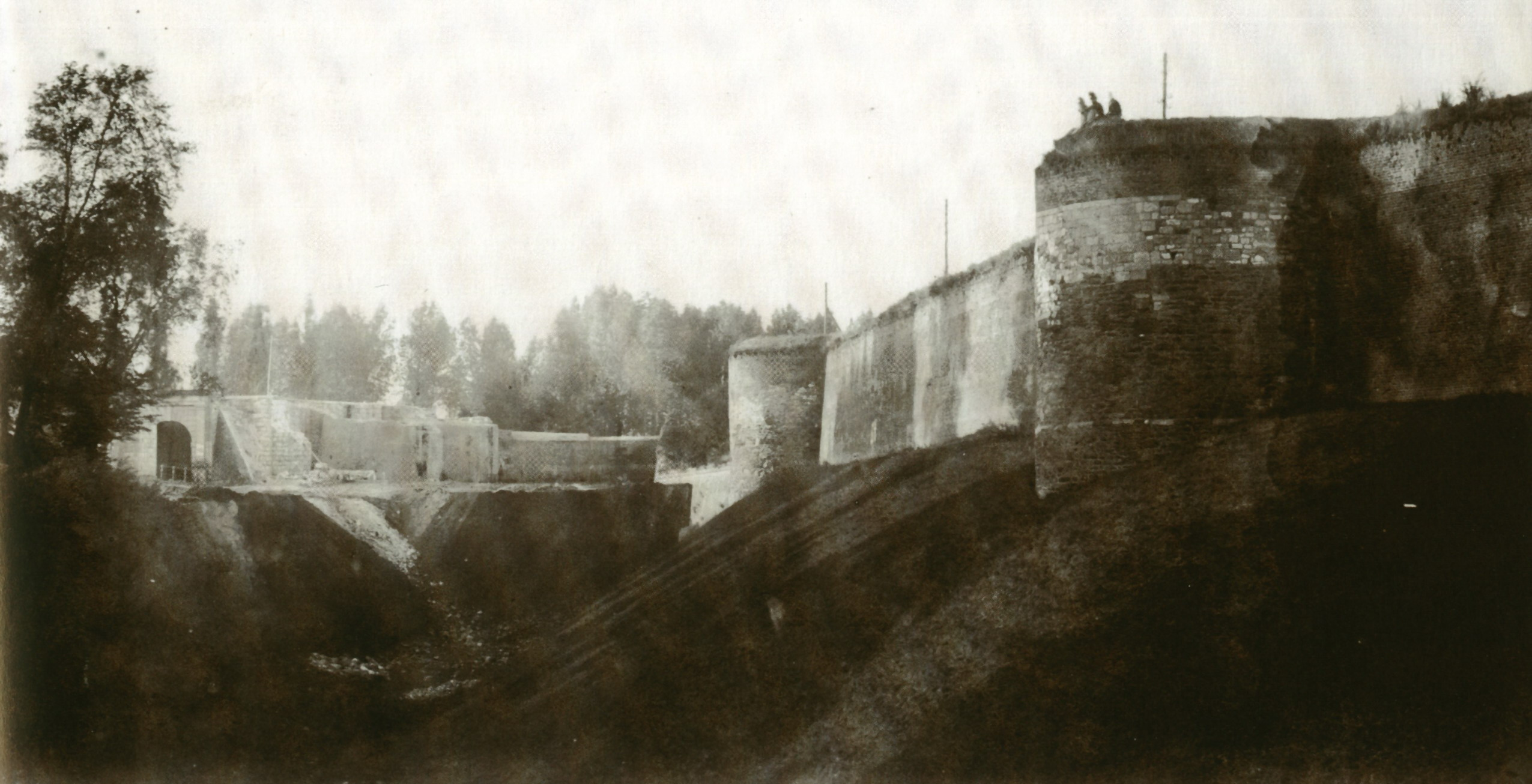
Boschpoort en stadsmuur (Th. Weijnen, 1868)
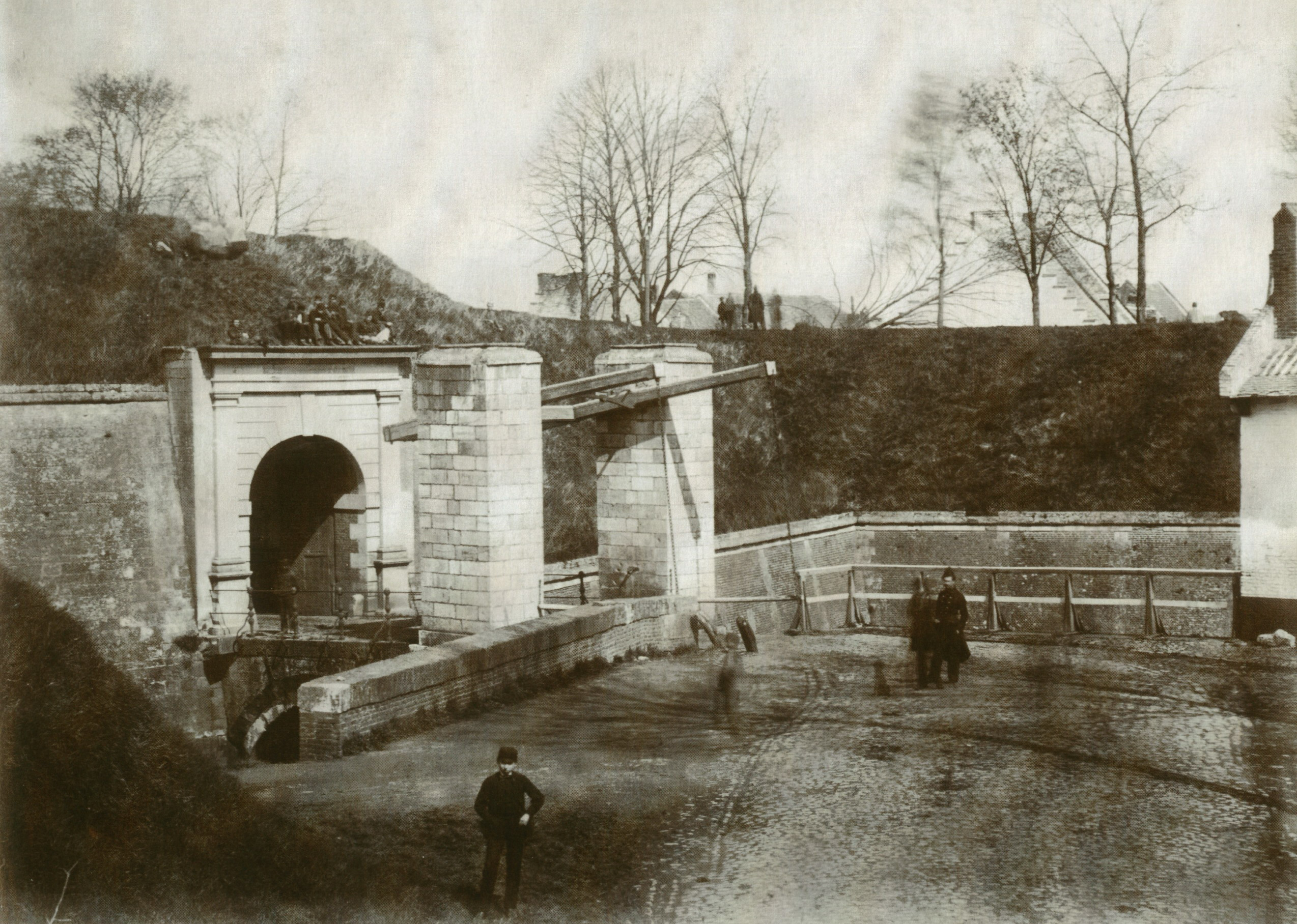
De buitenpoort kort voor de afbraak (Th. Weijnen, 1868)
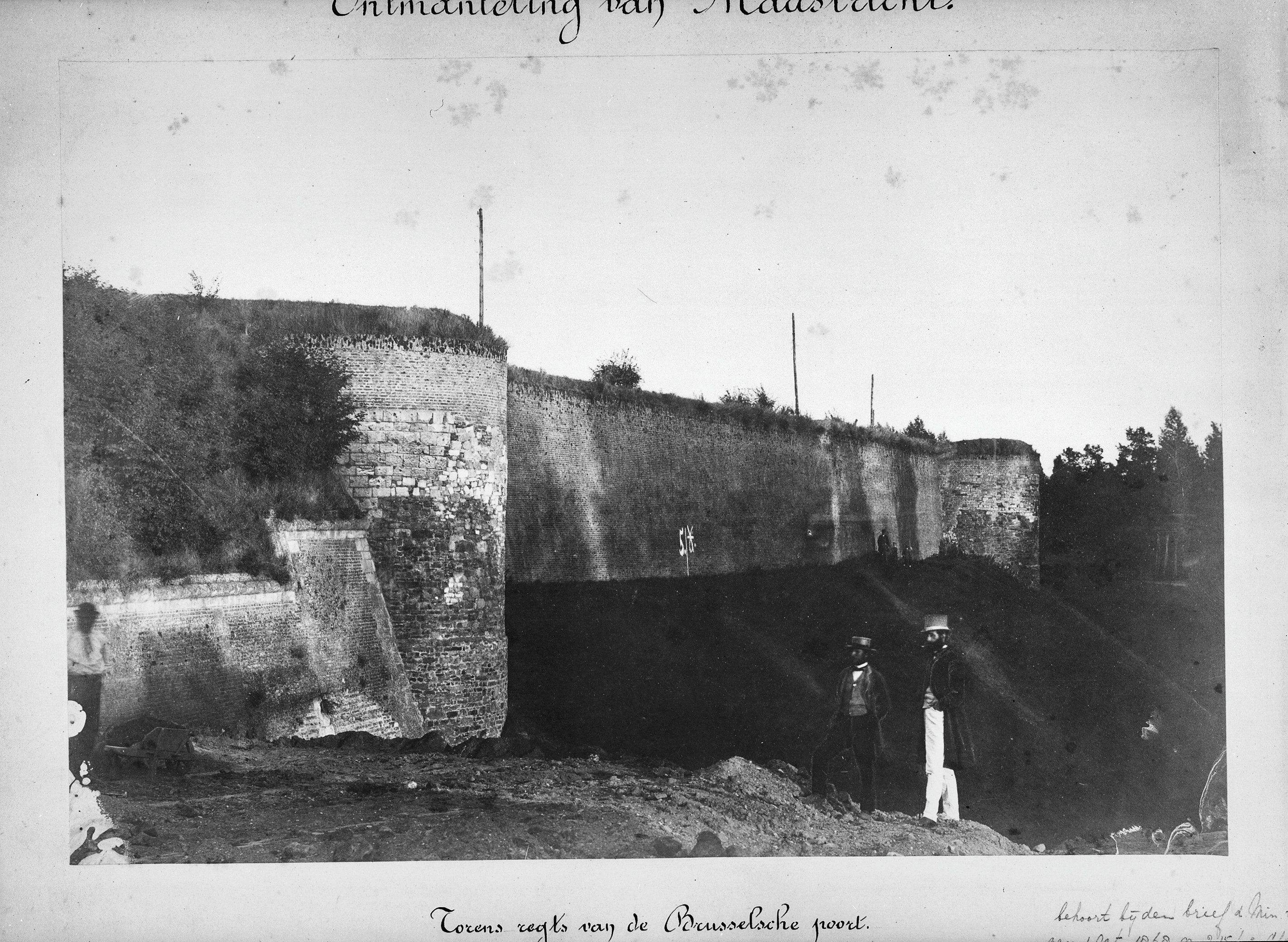
Toeschouwers tijdens de sloop (Th. Weijnen, 1868)
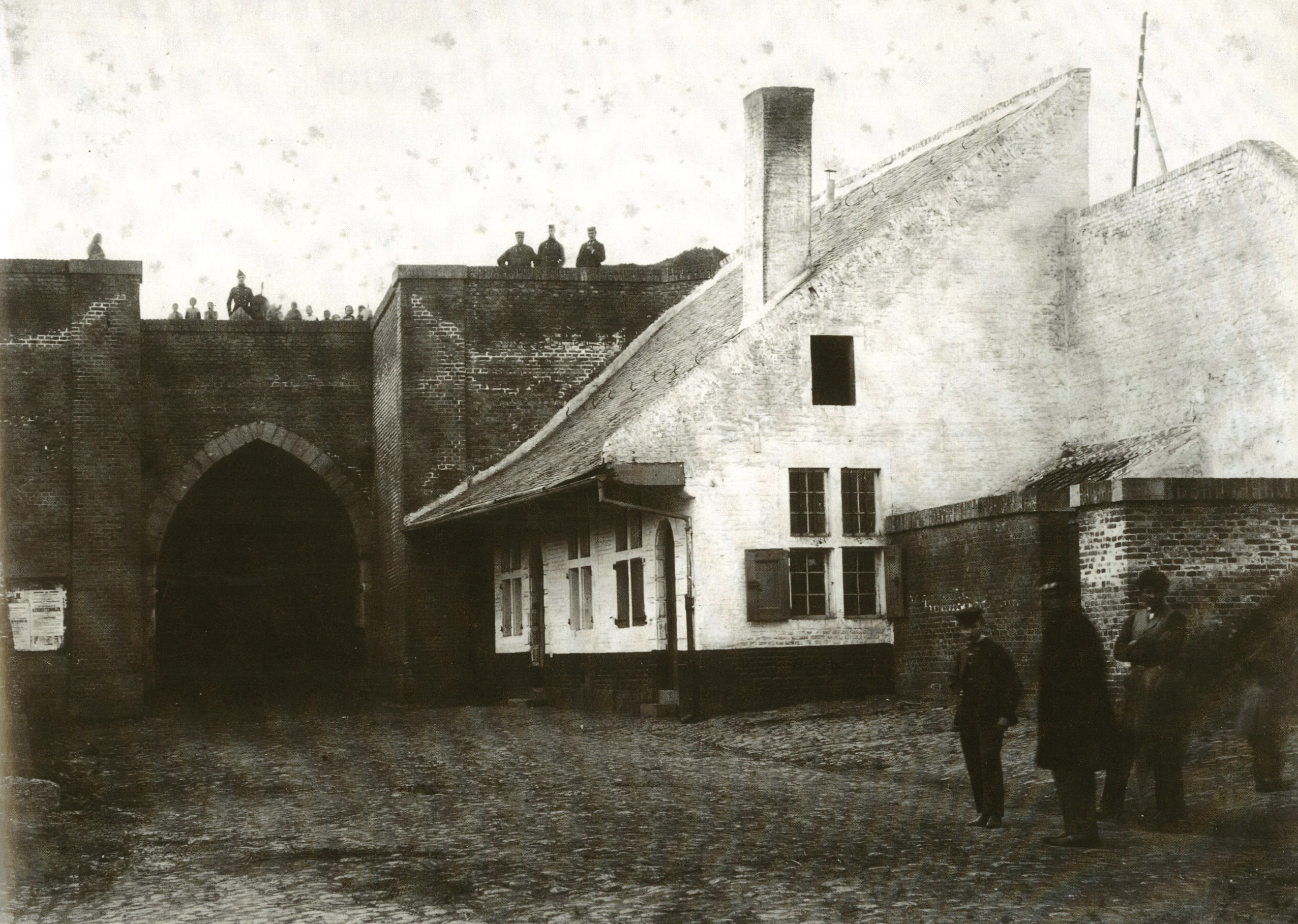
Binnenpoort en wachthuis (Th. Weijnen, 1868)

## Historische en culturele erfenis
Van de Brusselsepoort is vrijwel niets overgebleven. Bij het graven van de Koning Willem-Alexandertunnel (A2-tunnel) werden vermoedelijk enkele hardstenen fragmenten van de poort teruggevonden. Voor deze brokstukken wordt door de Gemeente Maastricht een plek gezocht. Ook het naast de binnenpoort gelegen wachthuis en de nabij de buitenpoort gelegen commiezenwacht (waar gemeentelijke belastingen werden geïnd) zijn verdwenen. Begin 20e eeuw kreeg de wijk rondom de Brusselseweg de naam Brusselsepoort. In deze wijk ligt ook het overdekte winkelcentrum Brusselse Poort.